# Бухбанд, Яков Арнольдович
Яков Арнольдович Бухбанд (нем. Jakob Buchband; 1893, Перемышль, Австро-Венгрия — 9 января 1938, Харьков) — высокопоставленный сотрудник ЧК-ОГПУ-НКВД, начальник Соловецкого лагеря особого назначения (январь—август 1933). Расстрелян в 1938 году, реабилитирован посмертно.

## Биография
Родился в бедной еврейской семье в Австро-Венгрии. Отец рабочий винокур.
В служебных анкетах сообщал, что имеет высшее образование, но современный биограф эти сведения ставит под сомнение. Документы связанные с арестом это подтверждают — в них указано «образование низшее». С 1912 по 1914 год состоял в рабочей социал-демократической партии Австро-Венгрии, выбыл из неё в связи с войной. Тяготел к анархистам. Работал машинистом паровых котлов. В 1913 году был осуждён в Австро-Венгрии на 6 месяцев заключения «за оскорбление императора и неоднократное участие в демонстрациях». В 1912—1914 г. работал машинистом на заводе в Вене. Мобилизован в армию в связи с началом Первой мировой войны. В 1914—1915 гг. служил бомбардиром. За отказ стрелять в русских солдат был приговорён военно-полевым судом к смертной казни, но освобождён из-под стражи благодаря ворвавшимся в расположение немцев донским казакам. Попал в русский плен.

### В Красной Армии
В 1917—1918 г. был политработником в отряде Красной гвардии, сражаясь против отрядов атамана Дутова. В 1917 г. председатель интернациональной секции в Екатеринбурге. С 1917 года член РСДРП(б). В 1919 г. редактор газеты на немецком языке 3-го интернационала на Урале. В 1918 г. воевал в составе того же отряда Красной гвардии против чехословаков на Урале. В 1918—1919 гг. военком и командир интернационального батальона 37 стрелковой бригады ВНУС.

### В ВЧК
15 мая 1919 г. направлен из парторганизации в органы ВЧК, уполномоченный Екатеринбургской ЧК. В 1920 начальник агентуры там же. Из служебной характеристики: «Хороший следственник, но плохо знает русский язык, занимаемой должности соответствует при непременном условии: иметь хорошего, развитого секретаря, знающего русский язык».
В 1919 г. принимал участие в подавлении Красно-Уфимского восстания и повстанческих группировок, в 1920 г.— в уничтожении офицерской организации «Союза спасения России». В 1921 г. начальник <направления оперативной работы ?> по политическим партиям и начальник агентуры Владикавказской ЧК. В 1921 г. начальник агентуры Особого отдела (ОО), а с января 1922 г. начальник агентуры и начальник оперативного штаба по борьбе с бандитизмом Пятигорской ЧК, непосредственно руководил операцией по уничтожению штаба повстанческих («бело-зеленых») группировок «Союза трудовых крестьян» в Пятигорске. По другим данным, в 1920—1921 годах — начальник Оперативного Штаба Грозненской, Терской губернской ЧК. В феврале — июле 1922 года начальник Секретно-оперативной части (СОЧ) и временно исполняющий должность начальника Рыбинской губернской ЧК. В 1922 г. начальник Контрразведывательного отдела (КРО) Приволжского военного округа, затем начальник СОЧ, заместитель начальника Кубано-Черноморского областного отдела ОГПУ. С 15 марта 1924 г. временно исполняющий должность начальника Амурского губотдела ГПУ. С 30 сентября 1924 г.— заместитель начальника Приморского губотдела ГПУ и начальник СОЧ, а с 30 июня по 8 сентября 1925 г.— временно исполняющий должность начальника Приморского губотдела ОГПУ. В 1925 г. принимал участие в ликвидации банд хунхузов. С 18 января 1926 г. сотрудник резерва административного отдела ОГПУ по должности начальника СОЧ губотдела. С 6 марта 1926 по 6 сентября 1928 года — начальник Таганрогского окружного отдела ГПУ. С 1 октября 1928 по совместительству начальник ОО 13 Дагестанской дивизии.

#### «Дело Бухбанда»
Так называемое «Дело Бухбанда» имеет предысторию. В течение 1927 года трудящиеся Таганрога обратились с многочисленными жалобами на то, что городская верхушка ведет разгульную, пьяную жизнь, получая из лимитов продукты и товары сверх всякой меры. Неожиданно за расследование жалоб рьяно взялся глава окружного отдела ОГПУ Яков Бухбанд, который арестовал руководящих хозяйственных работников, судей, прокуроров и начальника уголовного розыска Розенберга. Пострадавшее руководство города начало жаловаться на Бухбанда в Центральную контрольную комиссию ВКП(б). Как ясно из ответа на жалобы, Бухбанда обвиняли в пьянстве (в том числе в участии в тех самых пьянках, за которые он арестовал своих коллег), в садизме, сведении личных счетов и доведении ряда лиц до самоубийства.

##### Обвинение в доведении до самоубийства
Окружная Контрольная комиссия установила, что пьянки среди группы руководящих работников Таганрогской организации в период 1926 года и первой половины 1927 года имели место. Всего в них участвовало 8 человек, включая Бухбанда и Розенберга. Бухбанд не отрицал неоднократные выпивки с Розенбергом, заявляя при этом, что считал его с начала его приезда в Таганрог хорошим товарищем, а когда убедился, что Розенберг «зашёл далеко», порвал с ним и завёл на него уголовное дело. Розенберг, узнав, что на него заведены два дела одновременно — и по линии ГПУ, и по линии Контрольной комиссии, застрелился.
Вторым самоубийцей был агроном Голубь. Его, как бывшего офицера, следователь вербовал в секретные осведомители, Голубь обещал дать ответ на следующий день, но приехав домой, покончил жизнь самоубийством. Бухбанд утверждал, что не участвовал в допросах Голубя.
Третьей жертвой стал комендант Таганрогского ОГПУ Тоша, основной функцией которого было приведение приговоров в исполнение, то есть таганрогский палач. По словам комиссии; «Тоша <…> имел половую связь с женой арестованного, о чём Бухбанд узнал <…> из поданного женой Тоша заявления; по приезде в Таганрог <Бухбанд> вызвал Тоша и в резкой форме вёл с ним разговор, разоружил, но не арестовал, сам же ушёл на митинг, где должен был выступать по случаю смерти т. Дзержинского. Тоша, взяв обманным образом маузер у жены Бухбанда якобы для Бухбанда, придя в свою комнату, застрелился. Товарищи, работавшие с ним, характеризуют Тоша как человека сильно психически расстроенного (больного), одно время находящегося на излечении в доме умалишённых», таким образом по мнению комиссии к трём самоубийствам Бухбанд не имел отношения.

##### Обвинения в садизме
Обвинения Бухбанда в садизме комиссия объясняла его излишней нервозностью и торопливостью. Один из сотрудников ГПУ показал, что Бухбанд «любил участвовать в исполнении смертных приговоров». Сам же Бухбанд пояснял, что участвовал в исполнении приговоров лишь тогда, когда надо было показать пример «новичкам», присылаемым для работы с курсов ГПУ. Другой сотрудник сообщил комиссии, что «имеющиеся сводки секретной агентуры мы Бухбанду не всегда докладывали из боязни, что он сейчас же даст распоряжение дело форсировать и в результате получить провал. По этому делу мы докладывали тогда, когда видели, что дело совершенно ясное, вполне оформившееся».
Рассматривался также вопрос о том, что таганрогское ГПУ регулярно расстреливало людей под окнами тюрьмы для того, чтобы подследственные были сговорчивей на допросах. Это Контрольная комиссия объясняла тем, что «сарай, в котором приводились приговора в исполнение, находился в этом же дворе недалеко от камер заключенных так, что выстрелы, возможно, были слышны <…>, несмотря на то, что при этом заводили автомашину».

##### Выводы комиссии
Вывод был сделан такой: «Т. Бухбандом допущен ряд ошибок — поспешность, нервозность, преувеличение наличия преступлений, чем вводил в заблуждение, а со стороны Окркома и ОкрКК — излишняя доверчивость к информации т. Бухбанда, приведшая к санкционированию лишних арестов».
Во время разбора жалоб арестованных таганрогских руководителей Контрольной комиссией Бухбанд назывался бывшим начальником Таганрогского ОГПУ, по-видимому, он был временно отстранён от исполнения обязанностей, однако после принятия решения в декабре 1928 года он четыре дня оставался не у дел, получил строгий выговор, после чего пошел на повышение.

### Дальнейшая работа в ОГПУ
1 января 1929 года Бухбанд возглавил секретный отдел краевого представительства ОГПУ, 1 марта 1930 года Читинский окружной отдел ОГПУ. В 1931 году начальник Читинского оперативного сектора ГПУ.
Находясь на этой должности, Яков Бухбанд направил усилия на раскрытие «контрреволюционной монархической организации» среди местных прихожан и служителей Православной церкви; было арестовано 238 человек. Организация позднее стала называться "клерикально-монархической; главой её был объявлен Архиепископ Евсевий (Рождественский), возглавлявший Читинско-Забайкальскую епархию в 1927 — начале 1930 гг. На допросах архиепископ Евсевий проявил твёрдость, после чего Бухбанд начал лично участвовать в ведении «следствия»; тем не менее архиепископ Евсевий так и не «признался» в руководстве этой организацией. Архиепископ Евсевий (Рождественский) в 1981 году причислен Русской Православной Церковью Заграницей к лику святых новомучеников и исповедников Российских.
В октябре 1932 года Бухбанд был назначен управления лагерей ОГПУ Средней Азии. C 28 января — не позднее 13 августа 1933 года начальник Соловецкого исправительно-трудового лагеря. Обстановку в лагере и отношение к ней Бухбанда характеризуется такая цитата из его выступления:

Между тем войдите в любой отдел, и вашему вниманию предстанет всюду одна картина — грань между отдельными кадровыми и вольнонаемными работниками и заключенными контрреволюционерами, сидящими в аппарате, стерлась. <…> Не стирать различия между чекистом и контрреволюционером, а, наоборот, показать и сохранить его так, как оно есть, и так, как оно должно быть, ибо при таких теплых взаимоотношениях неизбежно срастание вольнонаемного состава с заключенными, неизбежна потеря классовой линии и чутья кадровым составом, а этого мы допустить не можем.
В июле 1933 года Соловецкий лагерь посетил писатель Михаил Пришвин, в своём очерке «Соловки» он обходит тему заключённых, по выражению соловчанина М. М. Розанова, «как кот горячую кашу». Но в дневниках, записанных скорописью, Пришвин более откровенен и скептически отзывается о начальнике лагеря: «Юродство Бухбанда, его внимание и невнимание, внимание: приготовьте им на дорогу всего понемножку, сёмги… Мне: „малосольная, недурна“», и ниже: «Убеждая меня ехать на Мурман, Бухбанд говорил: „книжонку о рыбе напишете“. И пальцами показал даже толщину „книжонки“»..

### Крым, арест
Позднее и вплоть до июля 1937 года — начальник Управления рабоче-крестьянской милиции Управления НКВД по Крымской АССР, майор милиции; одновременно помощник наркома внутренних дел Крымской АССР Т. И. Лордкипанидзе. Во время работы в Крыму возглавлял Крымское отделение Союза писателей СССР, работал журналистом, хотя, по воспоминаниям современников, писать по-прежнему, практически не умел и даже просто по-русски писал с ошибками. Книги «Перековка», «Перебежчики» и «Путь солдата» были отрецензированы A. M. Горьким, который дал им положительную оценку.
22 июля 1937 года арестован УГБ НКВД Крыма по статьям . 58-8, 11 УК РСФСР как «член правотроцкистской террористической организации». Ни на предварительном следствии, ни в суде не признал своей вины. Внесен в Сталинский расстрельный списк по Крымской АССР от 7 декабря 1937 года (1-я категория) («за», Сталин, Молотов, Жданов).. Осуждён 8 января 1938 года выездной сессией ВКВС СССР в г. Харьков к расстрелу с конфискацией имущества. Расстрелян в ночь на 9 января 1938 г. Место захоронения предположительно Харьковский лесопарк.
6 февраля 1957 г. реабилитирован ВКВС СССР. Архивно-следственное дело до 2014 г. хранилось в ГУ СБУ по Крыму (дело 09571).

## Семья
Судя по литературным автобиографическим произведениям, родился в большой многодетной семье. По-видимому, один из братьев успел перебраться в Советскую Россию и был репрессирован вслед за Яковом.
Жена Серафима Марковна Бухбанд (урожденная ?) (1900—?) приговорена к 5 годам ИТЛ как ЧСИР, начало срока отбывала в АЛЖИРе, 4 октября 1939 отправлена в Соликамбумстрой.
За «укрывательство контрреволюционной деятельности отца» были также арестованы их дочери Любовь (род. 1919) и Анна (род. 1921), на момент ареста ученица 8 класса. 28 ноября 1937 освобождены за недоказанностью обвинения

## Награды
- 1921 — золотые часы,
- 28.12.1927 — Орден Красного Знамени[21],
- 9 февраля 1930 — золотые часы с надписью «За беспощадную борьбу с контрреволюцией от Коллегии ОГПУ»,
- нагрудный знак «Почетный работник ВЧК-ГПУ (V)».

## Произведения
- Расправа. 1924 (пьеса) — главный герой душит изменившую пролетарскому делу сестру.
- Полковник Лавров. М., 1925. (пьеса)
- Борьба. 1932 (пьеса в 4-х актах)
- Перековка. Симферополь: Госиздат Крымской АССР, 1934.
- Перебежчики. Симферополь: Госиздат Крымской АССР, 1935. — 162 с. (повесть)
- Путь солдата. Худ. А. Варфоломеев. 2-е издание. Симферополь: Государственное издательство Крымской АССР, 1935; там же, 1936. — 216 с. (роман) — большевик Новак убивает младшего брата-контрреволюционера и собирается убить старшего.
- Последний пир. 1936. (пьеса в 3-х действиях)
- В Штетине, отрывок. РГАЛИ. Шифр: ф. 618 оп. 1 ед. хр. 98 (рукопись не вошедшая в журнал «Знамя»)

## Адреса
- 1937 — Симферополь, ул. К. Маркса, д. 30[19].